# Bulbo raquídeo
El bulbo raquídeo o la  médula oblongada (medulla oblongata, en latín) es el más bajo de los tres segmentos del tronco del encéfalo, situándose entre el puente troncoencefálico o protuberancia anular, por arriba, y la médula espinal, por debajo. Tiene forma de cono truncado de vértice inferior. Contiene las fibras nerviosas sensitivas ascendentes de la médula espinal a la corteza cerebral y sus núcleos relacionados. También contienen las vías descendentes motoras desde la corteza hacia la médula espinal y de parte de las fibras nerviosas que conectan el tronco del encéfalo con el cerebelo. Además, la médula oblongada contiene gran cantidad de núcleos que regulan las funciones cardiacas, respiratorias, gastrointestinales y del sistema nervioso autónomo.

## Anatomía

### Límites
Se encuentra entre la médula espinal y el puente troncoencefálico. El límite con la médula espinal no es precisa y aproximadamente se encuentra en la decusación de las pirámides y de las raíces del nervio hipogloso, justo por debajo del foramen magnum. Rostralmente se ensancha hasta el puente, cuya división con este es clara por el surco bulbopontino en la cara anterior. En su cara posterior la médula oblongada es visible en una parte baja y oculta por el cerebelo en su parte superior con el que se une por los pedúnculos cerebelosos inferiores. En el humano mide aproximadamente 3 centímetros de largo y unos 2 centímetros de ancho. Retirado el cerebelo se observa la cavidad que da forma al cuarto ventrículo entre la médula oblongada y el puente.

### Topografía externa
La médula oblongada tiene forma de cono invertido entre la médula espinal y el puente. Para su descripción macroscópica se puede dividir en tres caras: anterior, lateral y posterior.

#### Cara anterior
En la cara anterior, se presenta un surco longitudinal en la línea media llamado fisura mediana anterior. Es continuación del surco mediano de la médula espinal hasta el surco bulbopontino que delimita la división entre la médula oblongada y el puente. El surco es interrumpido en la parte baja por la decusación de las pirámides, que son los dos relieves a ambos lados del surco que representan las vías descendentes corticoespinales de la vía piramidal, es decir, los axones que transmiten los impulsos nerviosos desde la corteza motora primaria. Las pirámides están limitadas lateralmente por el surco ventrolateral o preolivar. Por este surco tienen origen las raíces del nervio hipogloso (par XII craneal) y el nervio abducens (par VI) en el límite con el puente.

#### Cara lateral
A continuación del surco ventrolateral se observa una protuberancia ovoidea (la oliva) en la superficie de la médula oblongada delimitada por el surco posterolateral o retrolivar que contiene el núcleo olivar inferior. A lo largo de este surco son el origen de las raíces de los nervios glosofaríngeo (par IX), vago (par X) y accesorio (par XI).

#### Cara posterior
En la línea media de la cara posterior el surco mediano posterior se encuentra a continuación del equivalente de la médula espinal. En esta parte de la médula oblongada a ambos lados del surco medio dorsal se encuentran la protuberancia que contiene los axones ascendentes de los fascículos grácil y cuneado, que reciben la información sensitiva consciente del tronco y las extremidades y están delimitadas lateralmente por el surco paramediano.

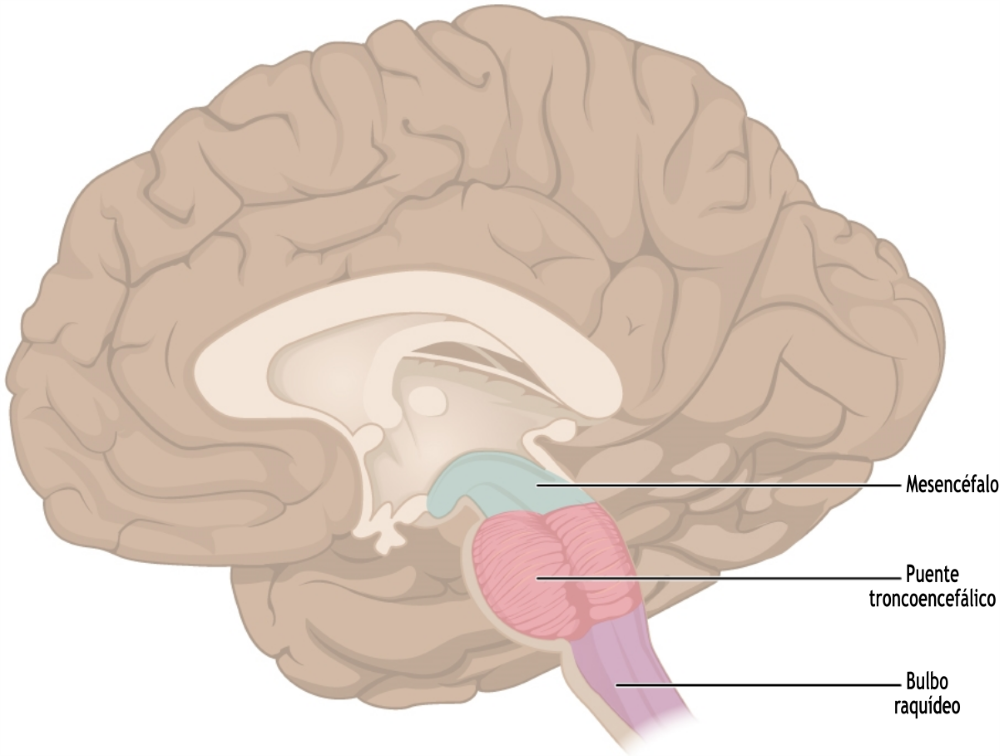
Bulbo raquídeo púrpura, parte del tronco encefálico coloreado

### Configuración interna
La médula oblongada presenta en su interior diferentes estructuras que cambian su configuración de caudal a rostral. En su interior varios paquetes de fascículos nerviosos y los núcleos sensitivos, motores y autónomos que controlan diferentes funciones vitales del organismo. La separación definida entre la sustancia gris y la sustancia blanca que se aprecia en la médula espinal se pierde en la médula oblongada. Los principales fascículos de la médula espinal continúan en el tronco del encéfalo. Para facilitar su estudio, la estructura interna se puede dividir en varios cortes: el primero al nivel de la decusación de las pirámides, el segundo al nivel de la decusación de los lemniscos y el tercero al nivel de los núcleos olivares inferiores.

#### Nivel de la decusación de las pirámides
Aproximadamente en el centro de la médula oblongada se observa el canal central. En la región anterior se encuentra la decusación de las vías piramidales que continúan caudalmente en los tractos corticoespinales anteriores de la médula espinal. La continuidad de la sustancia gris del asta ventral se pierde y mientras que la sustancia gris persistente de la región central se continúa con el núcleo hipogloso, la sustancia gris de la región ventral se continúa con el núcleo del nervio accesorio y más rostralmente con el núcleo ambiguo que proporciona fibras nerviosas motoras al nervio vago. En la región dorsal la sustancia gris se continúa con los núcleos grácil y cuneado, donde hacen sinapsis los fascículos respectivos. Ventrolateralmente a estos núcleos se encuentra el núcleo espinal del nervio trigémino (par V craneal).

#### Nivel de la decusación de los lemniscos
El canal central se localiza progresivamente en posición más dorsal. En la región ventral las pirámides contienen axones ipsilaterales desde la corteza motora primaria, ya que aún no han cruzado el surco medial. A continuación se empieza formar el núcleo olivar inferior y varios fascículos como el espinocerebeloso posterior y anterior, y el fascículo espinotalámico lateral. Dorsalmente los núcleos grácil y cuneiforme están más definidos. También se constituye el lemnisco medial que consisten en las fibras emergentes desde estos núcleos hacia la corteza sensitiva primaria al seguir una trayectoria ventrolateral y luego cruzar la línea media hacia la médula oblongada contralateral. Este fascículo progresa rostralmente entre el fascículo espinal del nervio trigémino y la sustancia gris alrededor del canal central.

#### Nivel del vértice caudal del cuarto ventrículo
El canal central se abre en la parte baja del cuarto ventrículo. En la región ventral se encuentra el complejo olivar que participa en las funciones de coordinación del movimiento llevado a cabo por el cerebelo. También permanece en este nivel el núcleo ambiguo que se continúa rostralmente con el núcleo facial. En la región dorsal la sustancia gris asociada con el canal central que forma parte ahora del suelo del cuarto ventrículo contiene el núcleo motor hipogloso y otros núcleos de tipo sensitivo como el núcleo vestibular (par VIII craneal), que recibe información auditiva y del equilibrio, y el núcleo solitario, que recibe impulsos de los receptores del sentido del gusto. También se encuentra el núcleo dorsal del nervio vago que contiene neuronas parasimpáticas preganglionares. Además de los fascículos de estos núcleos como el tracto del núcleo solitario, a este nivel destaca la formación reticular que continúa en el puente y que es una malla de fibras que conectan los núcleos entre sí y con otras interneuronas para desempeñar funciones relacionadas con el control cardiovascular, estados de vigilia y sueño y del ritmo respiratorio.

## Vascularización

### Irrigación arterial
En la cara anterior de la médula oblongada las arterias espinales anteriores que parten de las arterias vertebrales se unen en el surco medial anterior y desciende por la médula. Por otra parte, las arterias vertebrales, que se originan de las arterías subclavias, convergen en la arteria basilar del surco medio en el puente. La cara posterior es irrigado por la arteria cerebelar posterior que asciende por detrás de las raíces del nervio vago y glosofaríngeo hasta el puente. Posteriormente, irriga los plexos coroideos del cuarto ventrículo y el cerebelo lateralmente.

### Retorno venoso
Las venas en el tronco del encéfalo se anastomosan formando un plexo para drenar la sangre hacía las venas de la médula espinal o los senos de la duramadre de la región occipital.

## Desarrollo embrionario
Antes de cerrar el tubo neural, rostralmente a la médula espinal se va a expandir la región cefálica y posteriormente se van a constituir tres vesículas: prosencéfalo, mesencéfalo y rombencéfalo, que se va a continuar con la médula espinal. Alrededor de la cuarta semana de desarrollo la cabeza empieza a plegarse en la región del mesencéfalo, mientras que otra flexión aparece entre el rombencéfalo y la médula espinal. Estas flexiones ensanchan el romboncéfalo que constituirán el cuarto ventrículo. Lateralmente se formaran unos surcos que serán los rombómeros que participaran en la constitución de los nervios craneales y una lateralización de las columnas de dorsales que darán lugar a núcleos sensitivos.
En las siguientes etapas del desarrollo el rombencéfalo constituirá el mielencéfalo, metencéfalo y cerebelo. El mielencéfalo será el origen de la médula oblongada. Alrededor del cuarto mes de desarrollo las fibras descendentes corticoespinales alcanzarán la región ventral del mielencéfalo para constituir las pirámides. A la vez, las fibras ascendentes desde la médula constituyen el pedúnculo cerebeloso inferior.

## Importancia clínica
La médula oblongada desempeña varias funciones vitales para el organismo:
- Transmisión de impulsos desde el cerebro a la médula espinal para la respuesta motora.
- Es intermediario en la transmisión de información sensitiva consciente de la médula espinal a la corteza sensitiva.
- Participa en la regulación de la digestión y otras funciones del sistema nervioso autónomo.
- Controla los reflejos de la tos, el vómito, el estornudo, la deglución, y en consonancia a los mismos músculos que se necesitan para la deglución y la producción de voz.
- Controla el ritmo cardiaco y respiratorio. En caso de lesión causa la muerte inmediata por paro cardiaco y/o respiratorio.
- Participa en el control de coordinación del movimiento y en el aprendizaje motor.
- Es responsable de la recepción del sentido del oído y del gusto.

Existen una serie de afecciones a la médula oblongada que tienen síntomas neurológicos relacionados con los núcleos y los fascículos. Aparición de vértigo, náusea y reflejo del vómito en conjunto suele estar relacionado con una patología que afecta a la parte rostral de la médula oblongada o parte caudal del puente como una obstrucción en alguna de las arterias que irrigan la médula oblongada. Así, el síndrome de Wallenberg se desencadena por una obstrucción de la arteria cerebelosa inferior que irriga la médula oblongada y cerebelo afectando a los núcleos que controlan el movimiento de los músculos de la faringe, laringe y diversos núcleos sensitivos. Los síntomas son disfasia, disartria, vértigo, náuseas, perdida de sensibilidad de la cara ipsilateral y las extremidades contralaterales. Al verse afectado el cerebelo también hay una pérdida de control muscular en el movimiento de los miembros. Un bloqueo de la arteria vertebral afecta al fascículo corticoespinal de la vía piramidal y sentido del tacto contralaterales. Sin embargo, hay una parálisis ipsilateral de los músculos que controlan la lengua que provoca una desviación de la punta de la lengua hacia el lado contrario.
La malformación de Arnold Chiari durante el desarrollo embrionario de la médula oblongada y el cerebelo bloquea el flujo del líquido cefalorraquídeo en el cuarto ventrículo. Como consecuencia se desencadena hidrocefalia interna por acumulación del líquido en los cuatro ventrículos. Este aumento de presión interna puede resultar fatal para el recién nacido.